# Vas vármegye turisztikai látnivalóinak listája

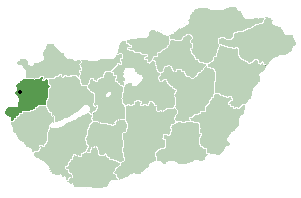
Vas vármegye

Ez a lista Vas vármegye ismert turisztikai látnivalóit tartalmazza (műemlékek, természeti értékek, programok).
Lásd még: 
- Vas vármegyei múzeumok listája
- Vas vármegyei kulturális programok listája

## Szombathely
- Fő tér
- Szombathelyi székesegyház
- Ferences templom
- Szombathelyi zsinagóga
- Eölbey-ház

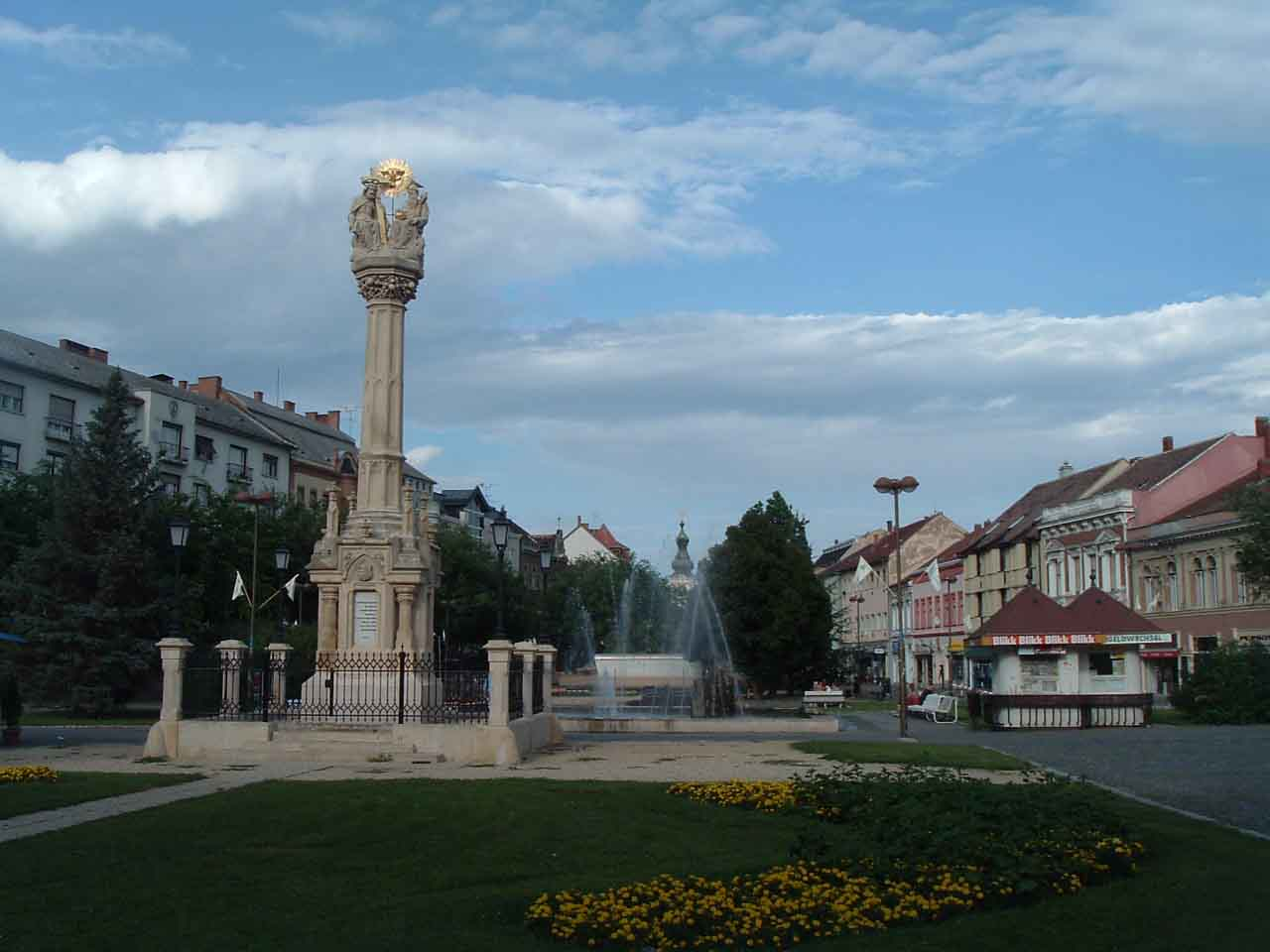
Szombathely főtere

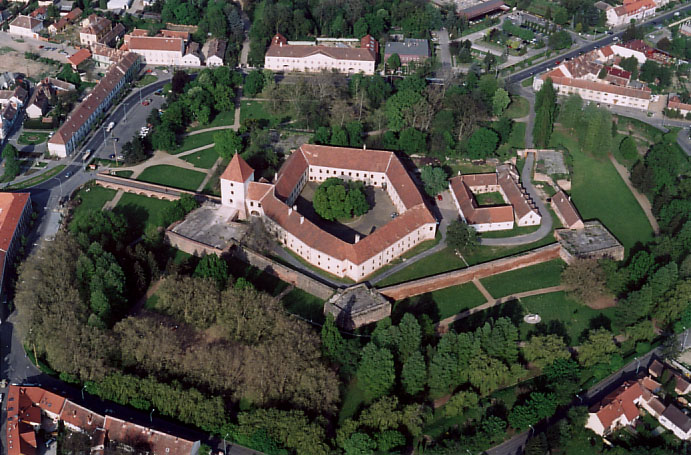
Sárvár: Nádasdy-vár

- Isis szentély romkertje (jelenleg zárva)
- Kámoni Arborétum

## Kőszeg
- Jurisics-vár
- Öregtemplom
- Óváros
  - Jurisics tér
    - Városháza
    - Sgraffitós-ház

  - Hosztóti-ház
  - Chernel-ház
  - Szentháromság-szobor
  - Öregtorony
  - Jézus Szíve-templom
- Református templom (organikus építészet, 1996)
- Kálvária-kápolna
- Chernel-kert Arborétum
- Hétforrás
- Óház-kilátó
- Stájer-házak

## Sárvár
- Nádasdy-vár
- Arborétum

## Körmend
- Batthyány–Strattmann-kastély
- Várpark
- Tőzikés Dobogó-erdő
- Horvátnádalja – népi lakóházak

## Más települések
- Balogunyom – katolikus templom
- Bozsok
  - Sibrik-kastély
  - Batthyány vár romjai
  - Zsidó-rét

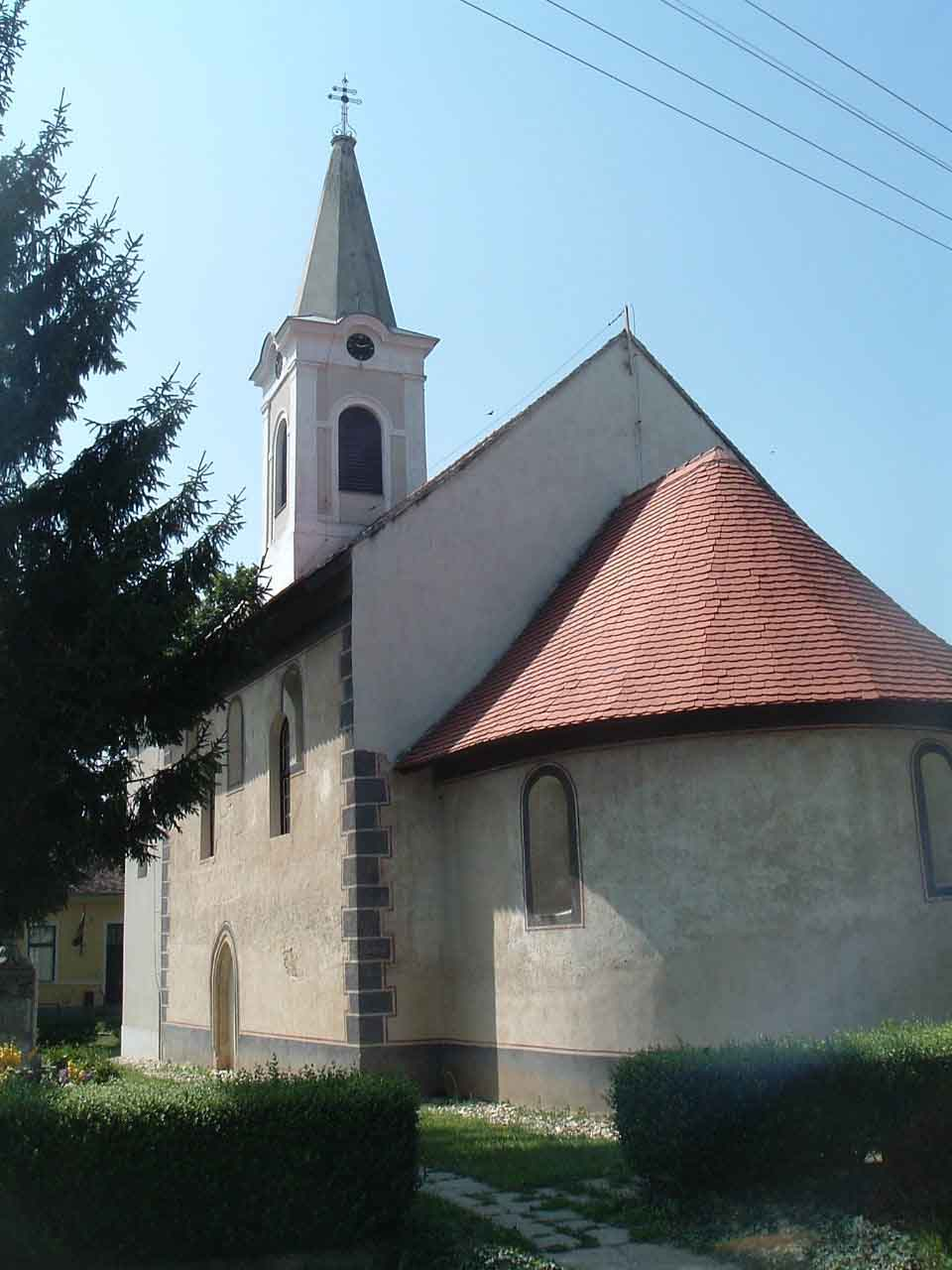
A balogunyomi katolikus templom

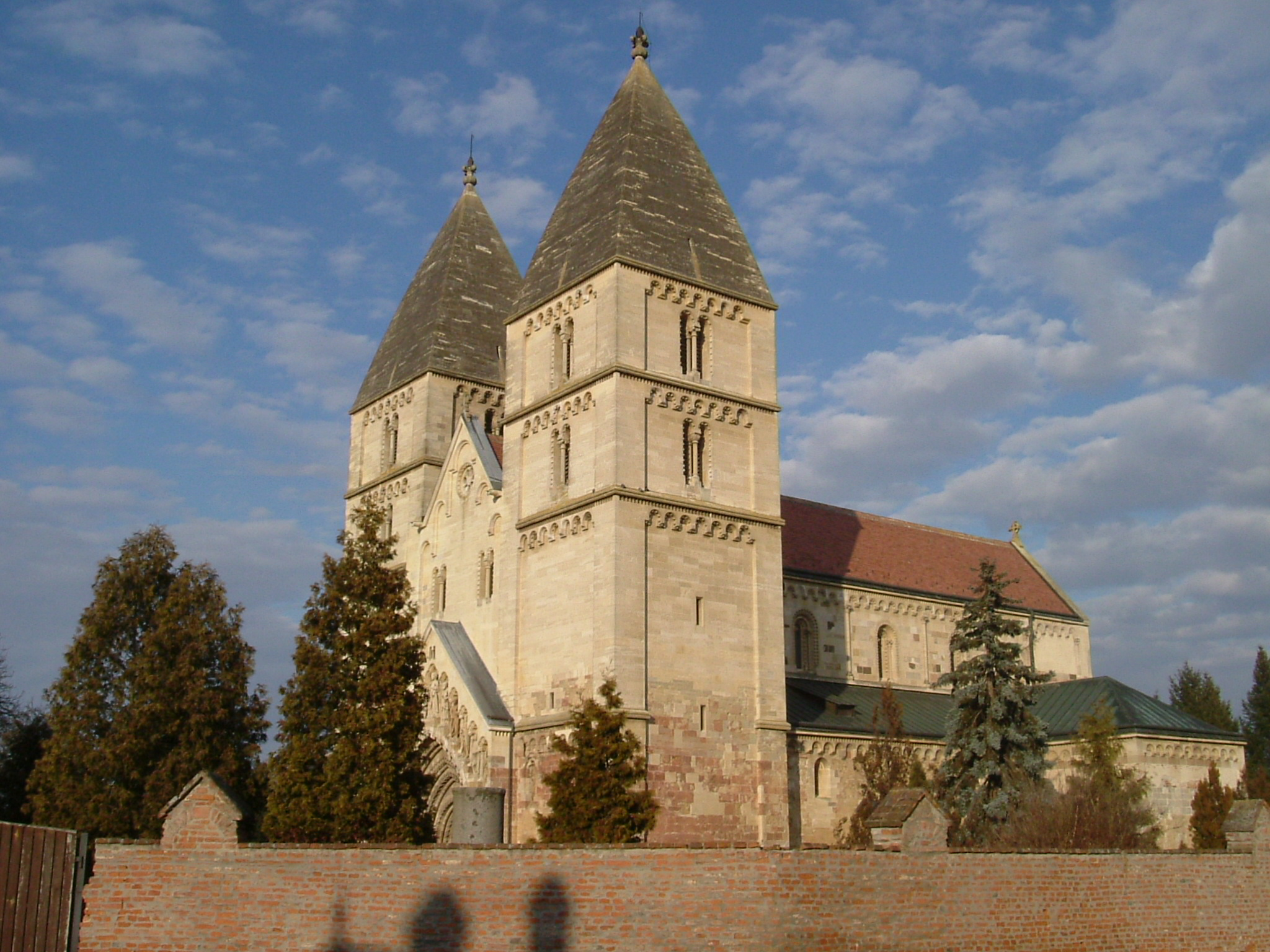
A jáki templom

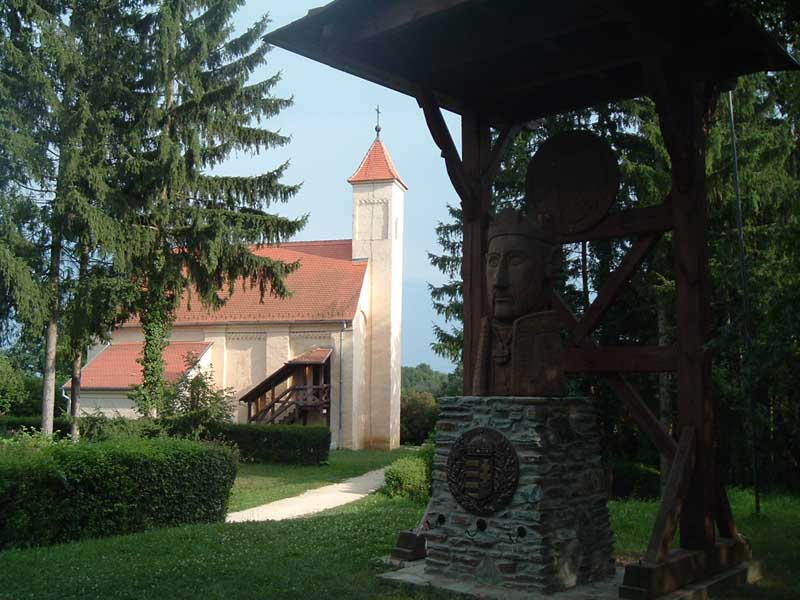
Az őriszentpéteri templom

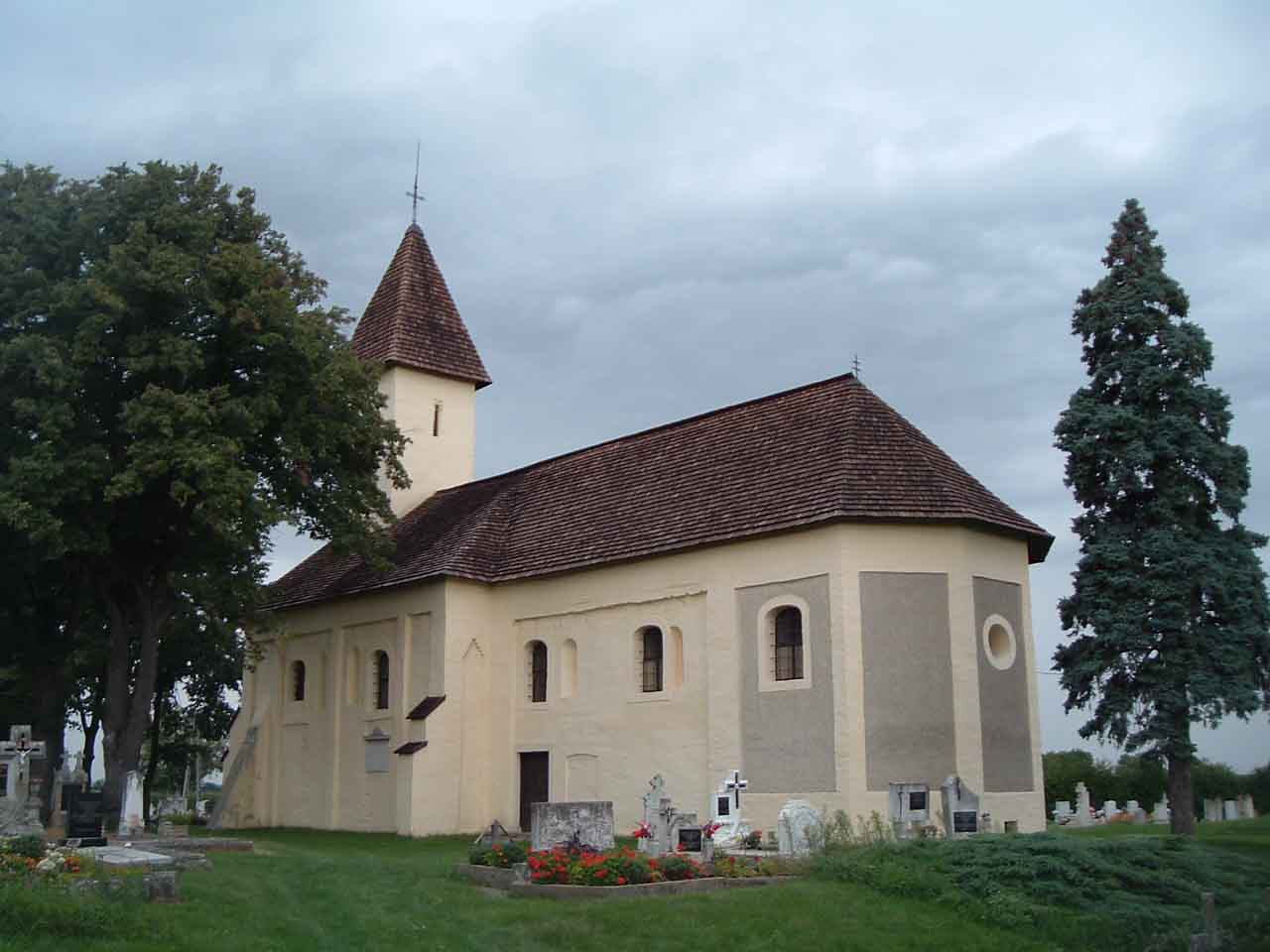
Rábatöttös: katolikus templom

- Bucsu – római kori vízvezeték romjai
- Cák
  - pincesor
  - szelídgesztenyés
  - Eresztvény-völgy Mária major
  - hamvas tűlevelű libanoni cédrus
- Celldömölk
  - bencés apátság romjai
  - Ság hegy
- Csempeszkopács – Szent Mihály-templom
- Csepreg
  - katolikus templom
  - Szent Katalin-kápolna és zárda
  - Schöller-kastély
- Ivánc – tulipánfa
- Ják
  - Jáki templom
  - Szent Jakab-kápolna
- Kám – Jeli arborétum
- Kőszegszerdahely
  - katolikus templom
  - Szelídgesztenyés
  - vízimalom
- Magyarszombatfa
  - Népi fazekasok
  - Métneki rét
- Nemesmedves békeharang, szovjet emlékmű, kopjafa park
- Nagyrákos
  - Katolikus templom
  - Völgyhíd
- Őrimagyarósd – Vadása-tó
- Őriszentpéter
  - Templomszeri katolikus templom
  - Népi lakóházak
- Rábatöttös – katolikus templom
- Rönök - Szent Imre templom
- Sorokpolány – katolikus templom
- Szalafő
  - Népi lakóházak
  - Őserdő
- Szeleste – arborétum
- Szentgotthárd – Fő tér
- Szentgyörgyvölgy
  - református templom
  - népi fazekasok
- Tömörd
  - Chernel-kastély és parkja
  - Nagy-tó
- Vasszentmihály - katolikus templom
- Vasvár
  - Békeház – a vasvári békekötés helye
  - Domonkos rendház és templom
  - Római kori sáncmaradványok
  - Szentkúti kápolna
  - Szentkúti-tó
- Velem
  - Schulter-féle vízimalom
  - Szépkilátó szikla
  - szelídgesztenyés ligetek
  - középkori vár és ókori fellegvár romjai (i. e. 1. évezred)

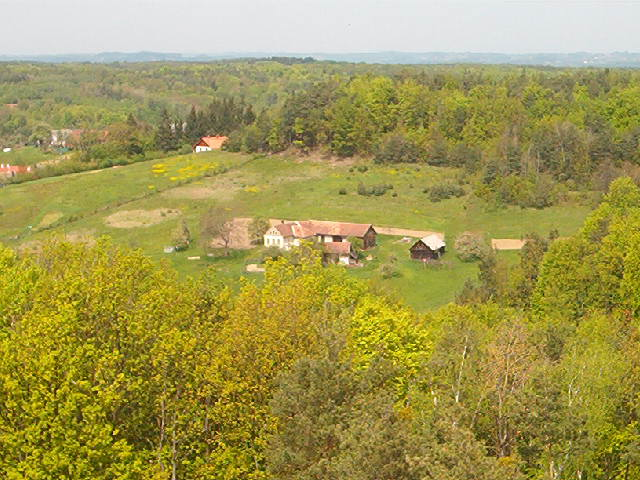
Az Őrségi Nemzeti Park látképe Kétvölgynél

- Velemér
  - katolikus templom (gótikus)
  - Sárgaliliom Tanösvény
- Vép – Erdődy-kastély és arborétum

## Képek

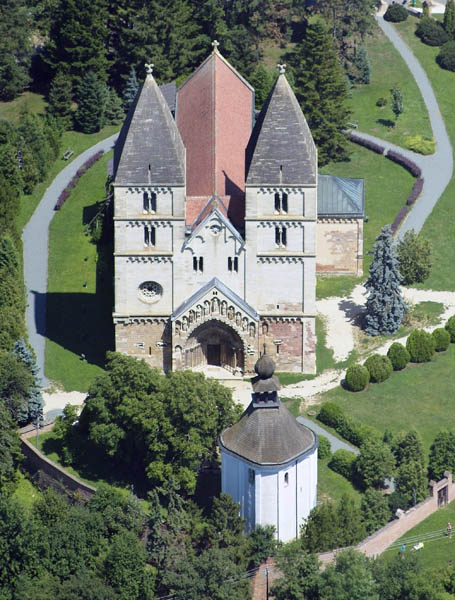
Légifotó a Jáki templomról
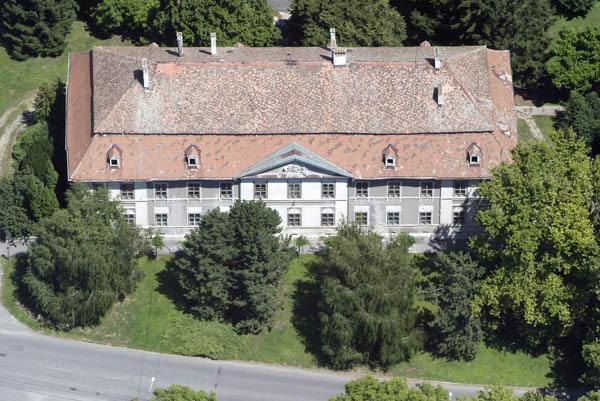
Csepreg légifotója
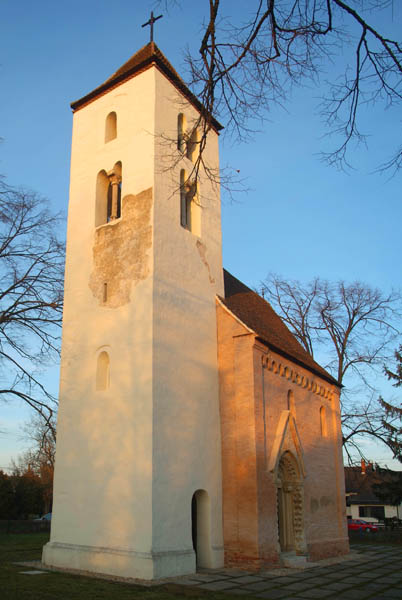
Csempeszkopács

## Településen kívüli látnivalók
- Őrségi Nemzeti Park
- Írottkő Natúrpark